# Happiness (岩崎宏美のアルバム)
『Happiness』（ハピネス）は、岩崎宏美の25枚目のオリジナル・アルバム。2004年10月16日発売。発売元はインペリアルレコード。　企画品番 TECI-1075

## 解説
- 59枚目のシングル「手紙」とそのカップリング「同じ空の下で」が収録されている。なお、「手紙」はアルバムバージョンで収録されている。

## 収録曲
1. その瞬間（とき）から・・・
  - 作詞・作曲：吉山隆之、編曲：西脇辰弥
2. また恋に落ちましたね
  - 作詞：ちあき哲也、作曲：Park Jin、編曲：青柳誠
3. 幸せになろう
  - 作詞：西脇唯、作曲・編曲：山川恵津子
4. Happiness
  - 作詞・作曲・編曲：土屋昌巳
5. 哀しみの環状線
  - 作詞・作曲・編曲：大江千里
6. ひととき
  - 作詞：藤田千章、作曲：佐藤竹善、編曲：下野人司
7. 手紙（アルバムバージョン）
  - 作詞・作曲：岡本真夜、編曲：青柳誠
8. 春の岸辺で逢いましょう
  - 作詞：秋元利天、作曲：後藤瑞穂、編曲：島健
9. 天気雨
  - 作詞・作曲：田村武也、編曲：山川恵津子
10. Now And Then
  - 作詞：松本浩一、作曲：松本俊行、編曲：松本浩一＆松本俊行
11. 同じ空の下で
  - 作詞・作曲・編曲：古川昌義
12. 忘れないで－イッチマ－（ボーナストラック）
  - 作詞・作曲：RYU、編曲：青柳誠